# 理查德·布魯諾·海德里希

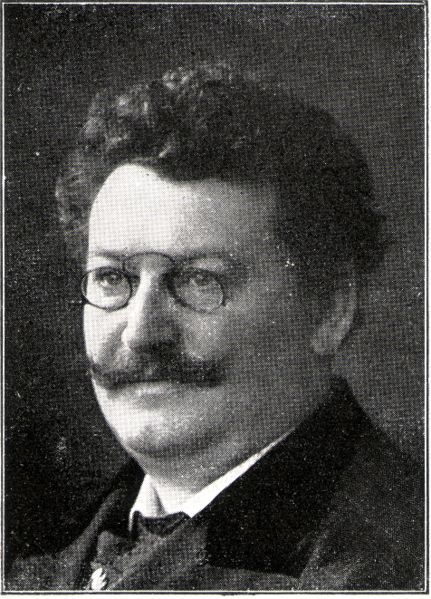
理查德·布鲁诺·海德里希

理查德·布魯諾·海德里希（德語：Richard Bruno Heydrich；1865年2月23日—1938年8月24日），德國男高音歌劇歌手和作曲家。

## 生平
出生於德累斯頓的魯本，在魏瑪出道，曾經擔任邁寧根宮廷管弦樂團的低音提琴手，創作有《Frieden》（1907年）《Zufall》（1914年）等歌劇。他的兒子萊因哈德·海德里希是纳粹大屠杀的主要执行者之一。